# Björn Tomtlund
Björn Helge Bo Tomtlund, född 18 oktober 1950 i Karlstad, är en svensk militär (överste). Tomtlund var museichef för Brigadmuseum i Värmland från 1 juni 2013 till och med 1 mars 2016.
Björn Tomtlund blev 1974 fänrik vid Värmlands regemente (I 2) och kapten där 1977 och major 1983. Han övergick 1994 till Generalstaben, från 1992 som Överstelöjtnant. Han var 1994-1995  Stf chef Värmlandsbrigaden (IB 2) och blev 1995 utnämnd till Överste. 1995–1996 var han Stf chef för Prod och Plan vid Högkvarteret, 1996–1997 chef för Livgrenadjärbrigaden (IB 4), 1997–2000 chef för Värmlandsbrigaden (IB 2). Under 2000 var han chef för Värmlands regemente och Värmlands försvarsområde (I 2/Fo 52) och Värmlandsbrigaden (IB 2) samt mellan 2000 och 2003 chef för Markstridsskolan (MSS). Mellan 2003 och 2005 var han Försvarsattaché i Schweiz.